# Johannes Herzog

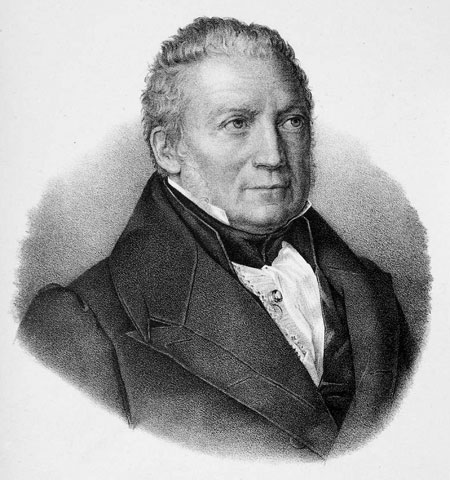
Johannes Herzog

Johannes Herzog (von Effingen) (* 17. Januar 1773 in Effingen; † 21. Dezember 1840 in Brugg) war ein Schweizer Politiker und Unternehmer. Er gilt als einer der bedeutendsten Politiker des Kantons Aargau. Er ist Grossvater von General Hans Herzog.

## Biografie
Der Sohn eines Heimarbeiters und Baumwollhändlers besuchte in Effingen und Brugg die Volksschule. Später zog er nach Moudon, wo er eine Ausbildung in französischer Sprache und in Handelsfächern erhielt. 1789 heiratete er und wurde als Textilkaufmann wohlhabend. Herzog liess sich in Brugg nieder und erwarb 1797 für 1500 Gulden das Bürgerrecht. 1800 gründete er in Aarau eine Baumwollspinnerei. Zehn Jahre später ging er als erster Fabrikant im Kanton zum maschinellen Betrieb über. Er beauftragte Hans Caspar Escher mit dem Bau einer repräsentativen Fabrikantenvilla, dem Herzoggut (heute Herosé-Stift).
Nachdem die Franzosen im März 1798 die Schweiz erobert hatten, wurde Herzog Abgeordneter des Grossen Rates, dem Parlament der neu gegründeten Helvetischen Republik. Während des Zweiten Koalitionskrieges im Jahr 1799 übernahm er die Funktion des helvetischen Kommissärs bei der französischen Heeresführung. Nach einem Staatsstreich verlor er 1800 sein Mandat als Grossrat, stattdessen wurde er Statthalter des Aargaus. Weil er sich gegenüber der Regierung als zu wenig gefügig erwies, musste er nach nur drei Monaten wieder zurücktreten.
Nach der Gründung des Kantons Aargau im Jahr 1803 wurde er in das Kantonsparlament, den Grossen Rat, gewählt und gehörte dort der liberalen Fraktion an. Nachdem er ein Jahr lang Appellationsrichter gewesen war, stieg er 1807 in den neunköpfigen Kleinrat (Regierung) auf, der gemäss der damaligen Verfassung fast die gesamte Macht innehatte.
Nach dem Wiener Kongress von 1814 machten sich auch im vergleichsweise liberalen Kanton Aargau restaurative Tendenzen bemerkbar. Der Kleinrat regierte immer autoritärer. Innerhalb der Regierung nahm Herzog eine führende Rolle ein und übernahm ab 1821 in ungeraden Jahren das Amt des Regierungspräsidenten (Amtsbürgermeister genannt). Als Gesandter an die eidgenössische Tagsatzung beschäftigte er sich hauptsächlich mit Handels- und Verkehrsfragen.
Immer mehr begann man in Anspielung auf den autoritären Führungsstil vom «Herzogtum Aargau» zu sprechen. Johannes Herzog pflegte sich nach dem Vorbild der vertriebenen Berner Herrscher «von Effingen» zu nennen, obwohl er nicht von adliger Herkunft war. Die Reformunfähigkeit der Regierung führte im Dezember 1830 zum unblutigen Freiämtersturm, der von Johann Heinrich Fischer angeführt wurde. Die gesamte Regierung musste daraufhin zurücktreten.
Bereits ein Jahr später wurde Herzog jedoch erneut in die Regierung gewählt. Weil die neue Verfassung von 1831 erstmals überhaupt Gewaltentrennung vorsah, verzichtete er auf das Regierungsamt und blieb bis zu seinem Tod Abgeordneter des Grossen Rates, den er insgesamt dreizehn Jahre lang präsidierte.
Ab 1838 war er erster Präsident der Aargauischen Landwirtschaftlichen Gesellschaft.